# Prosoplus abdominalis
Prosoplus abdominalis är en skalbaggsart som först beskrevs av White 1858.  Prosoplus abdominalis ingår i släktet Prosoplus och familjen långhorningar. Inga underarter finns listade i Catalogue of Life.